# Itodacnus
Itodacnus is een geslacht van kevers uit de familie  
kniptorren (Elateridae).
Het geslacht is voor het eerst wetenschappelijk beschreven in 1885 door Sharp.

## Soorten
Het geslacht omvat de volgende soorten:
- Itodacnus blackburnianus Sharp, 1908
- Itodacnus chloroticus Sharp, 1908
- Itodacnus collaris Sharp, 1908
- Itodacnus coruscus (Karsch, 1881)
- Itodacnus gracilis Sharp, 1885
- Itodacnus kauaiensis Sharp, 1908
- Itodacnus major Sharp, 1908
- Itodacnus nihoae Samuelson & Johnson, 1995
- Itodacnus novicornis Van Zwaluwenburg, 1926
- Itodacnus paradoxus Samuelson & Van Zwaluwenburg, 1967
- Itodacnus sordidus Sharp, 1908